# Partidul Moldova Mare
Partidul Moldova Mare, cunoscut sub numele de Partidul "Pentru Neam și Țară" în trecut, este un partid din Republica Moldova.

## Scurt istoric
Congresul de constituire a Mișcării Social-Politice pentru Neam și Țară (MSPNȚ) a avut loc la 5 mai 2007. În calitate de președinte al MSPNȚ a fost ales Tudor Deliu. La Ministerul Justiției, Mișcarea a fost înregistrată la data de 17 iulie 2007. Printre persoanele care au venit cu inițiativa constituirii Mișcării se numărau și unii foști activiști în Partidul European, inclusiv liderul Tudor Deliu. 
Pentru prima dată, formațiunea s-a remarcat în vara anului 2008, cînd Tudor Deliu a anunțat că Mișcarea aderă la Partidul Liberal Democrat din Moldova. Ulterior Tudor Deliu s-a regăsit în echipa PLDM, dar Mișcarea a continuat să activeze. Noul lider al acesteia a devenit Nicolae Uțica. 
În ianuarie 2009, Mișcarea își schimbă denumirea în Partidul „Pentru Neam și Țară” și cu această nouă denumire se înscrie ceva mai tîrziu în cursa pentru alegerile parlamentare din 5 aprilie 2009. Formațiunea se retrage din cursa electorală în favoarea Alianței „Moldova Noastră”. 
PpNȚ participă la alegerile parlamentare din 2010, acumulînd 0,20% de voturi. La alegerile locale din 2011 a câștigat 18 mandate de consilier (0,17%) în consiliile orășenești, municipale (Comrat) și sătești și 2 mandate de primar (0,22%).
În 2020 și-a schimbat numele în Partidul Moldova Mare. Noul președinte este Teodor Turta.